# جلیقه

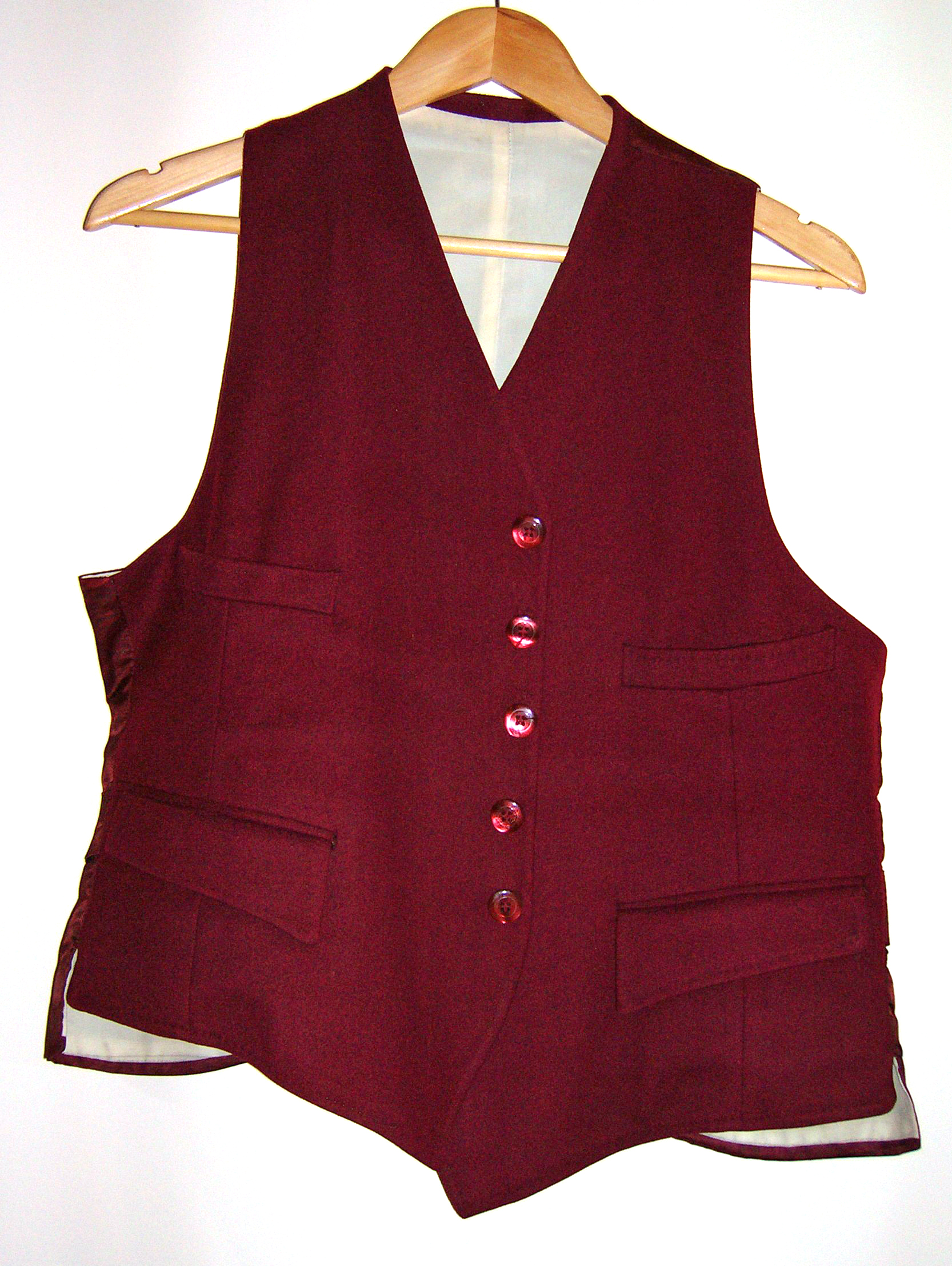
eft

جلیقه  نام پوششی بدون آستین و جلو باز که با دکمه یا زیپ بسته می‌شود و برای بالاتنه می‌باشد. بعضی از جلیقه‌ها برای پوشیدن بر روی پیراهن و زیر کت دوخته می‌شوند. بعضی دیگر نیز مانند ژاکت از الیاف بافتنی هستند.